# Charli Baltimore
Charli Baltimore, de son vrai nom Tiffany Lane, née le 16 août 1974 à Philadelphie, en Pennsylvanie, est une rappeuse, chanteuse et actrice américaine. Son nom provient du personnage qu'interprète Geena Davis dans le film Au revoir à jamais. 

## Biographie
Lane est née le 16 août 1974 à Philadelphie, en Pennsylvanie, d'un père allemand et d'une mère afro-américaine. Elle est élevée aux côtés de sa demi-sœur, Yolanda,. Lane a également deux sœurs, India et Siaani. Elle donne naissance à sa première fille à l'âge de 14 ans. Lane fait la rencontre de The Notorious B.I.G. en été 1995, et devient sa compagne. B.I.G. la présente à Lance « Un » Rivera, qui la signe elle, et Cam'ron, à son nouveau label, Untertainment. Elle fait sa première apparition musicale en 1995 sur la chanson Get Money de Junior M.A.F.I.A. avec The Notorious B.I.G et son épouse Faith Evans. Elle tourne sa première vidéo en 1998 pour le single à succès Money.
Après plusieurs reports de date à cause de frictions entre Baltimore et le label, Cold as Ice est finalement publié le 3 août 1999 (ce n'est pas avant 2009 que l'album sera publié dans son intégralité en téléchargement payant). Après cinq ans d'inactivité, elle est signée au label Murder Inc. Records (plus tard The Inc. Records) par le CEO Irv Gotti. Après plusieurs reports de date, elle quitte le label. En 2006, elle est affiliée au rappeur The Game et au label The Black Wall Street Records. Bien que non signée au label, elle participe à plusieurs mixtapes avec le reste des membres du Black Wall Street provoquant 50 Cent et la G-Unit.
Baltimore participe à des chansons telles que Down 4 U, We Still Don't Give A Fuck, et No One Does It Better sur Irv Gotti Presents The Inc, les chansons Down Ass Bitch et The Last Temptation de Ja Rule, Spending Time de Christina Milian, et Rain on Me (Remix) d'Ashanti. En 2003, elle est nommée d'un Grammy dans la catégorie de « meilleure performance de rap en solo » pour son single Diary. En 2008, Baltimore signe de nouveau à Inc. Records, et se lance dans l'enregistrement d'un album intitulé True Lies (anciennement Controlling Charli), qui reste en date de 2016 non publié. Elle publie aussi un EP sur iTunes en featuring Come Test Us (avec Lil Wayne), et Lose It. En 2011, elle participe au clip vidéo de If I Die Tonight avec Lue Diamonds et Trey Songz.

## Discographie

### Albums studio
- 1999 : Cold as Ice
- 2002 : The Diary (You Think You Know) (non publié)

### Singles
- 1997 : Money
- 1998 : Stand Up (featuring Ghostface Killah)
- 1998 : Feel It
- 2002 : Diary
- 2008 : Bring It Back (featuring Brooke Hogan)
- 2010 : Come Test Us (featuring Lil' Wayne)
- 2011 : Machine Gun (Remix) (featuring Sally Anthony)
- 2012 : All Lies (featuring Maino)